# Władysław Broniewski

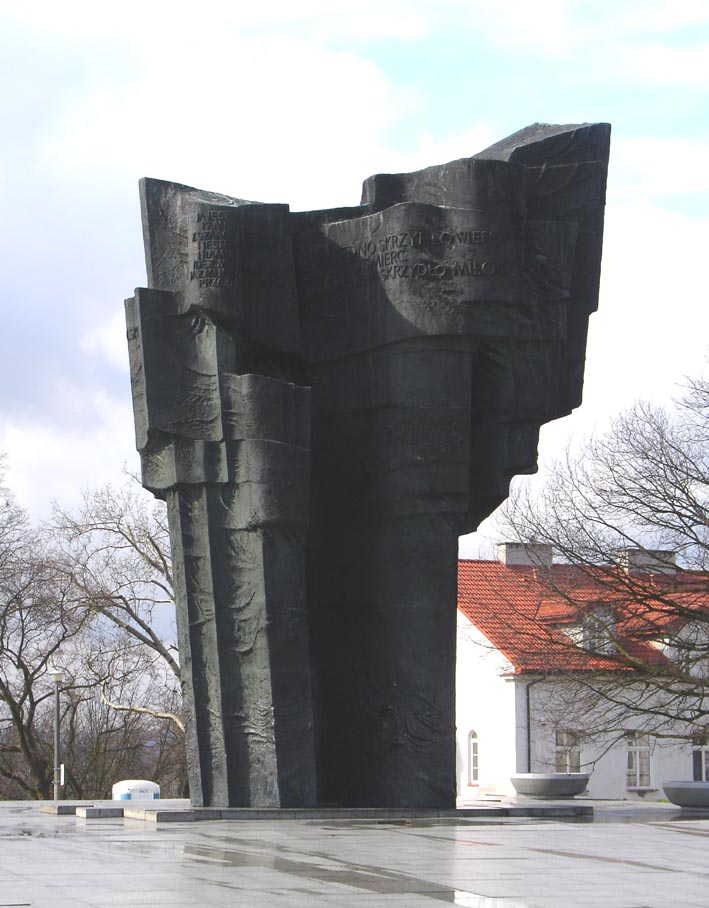
Statuia lui Władysław Broniewski în Płock

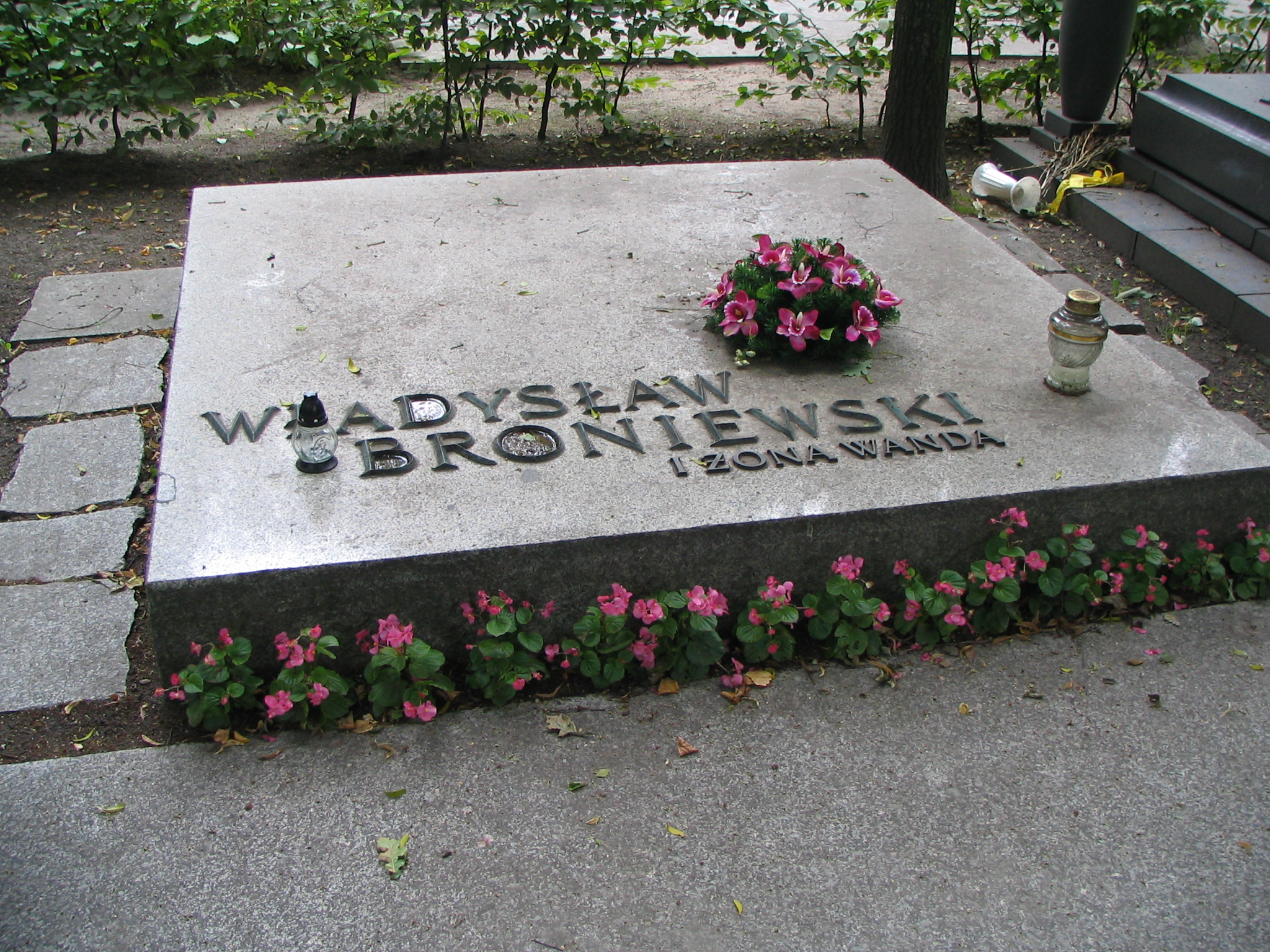
Mormântul lui Władysław Broniewski și al soției sale Wanda la Cimitirul Militar la Powązki din Varșovia

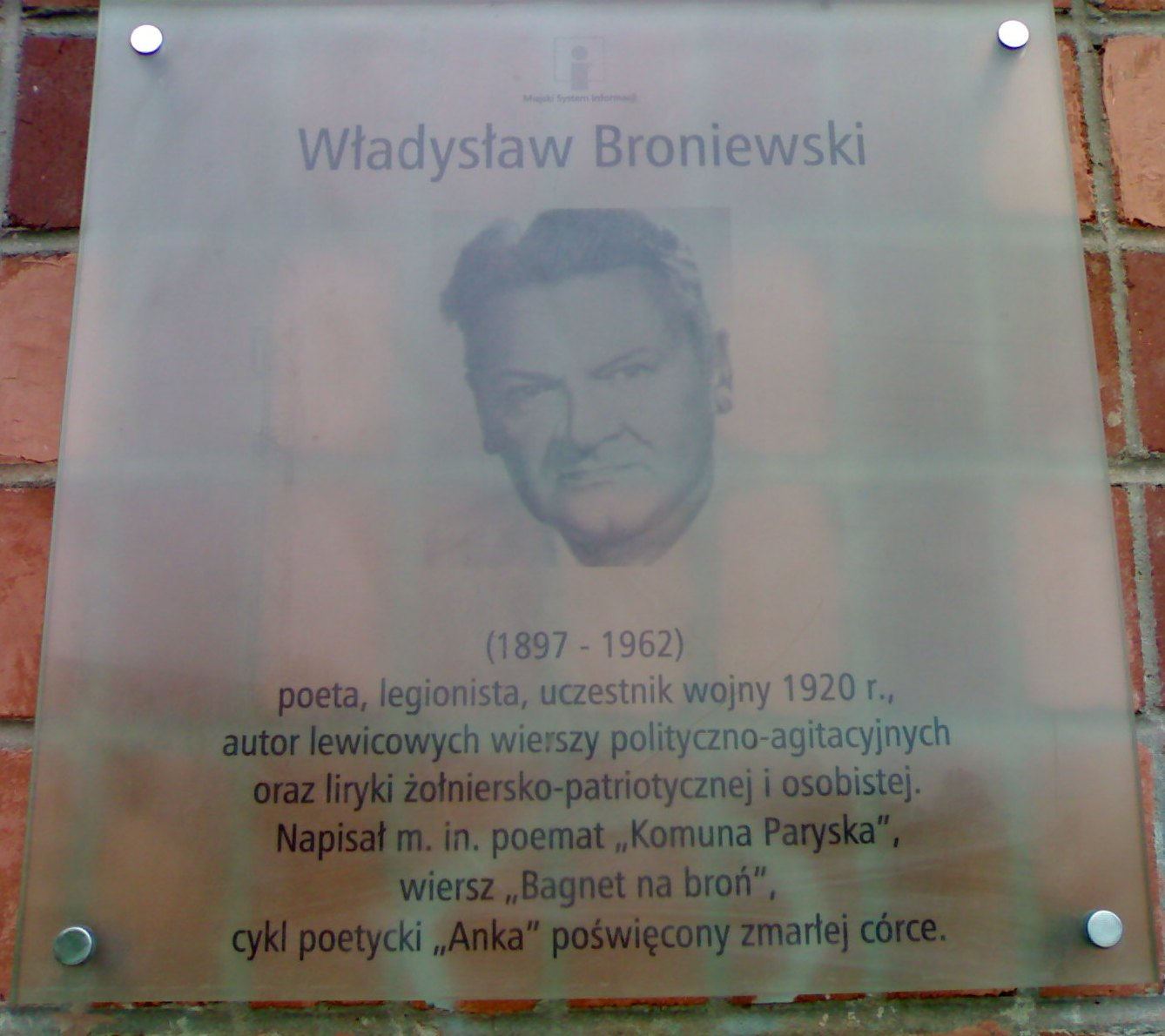
Placa comemorativă dedicată lui Władysław Broniewski în cartier Żoliborz din Varșovia (str. Broniewskiego 9E)

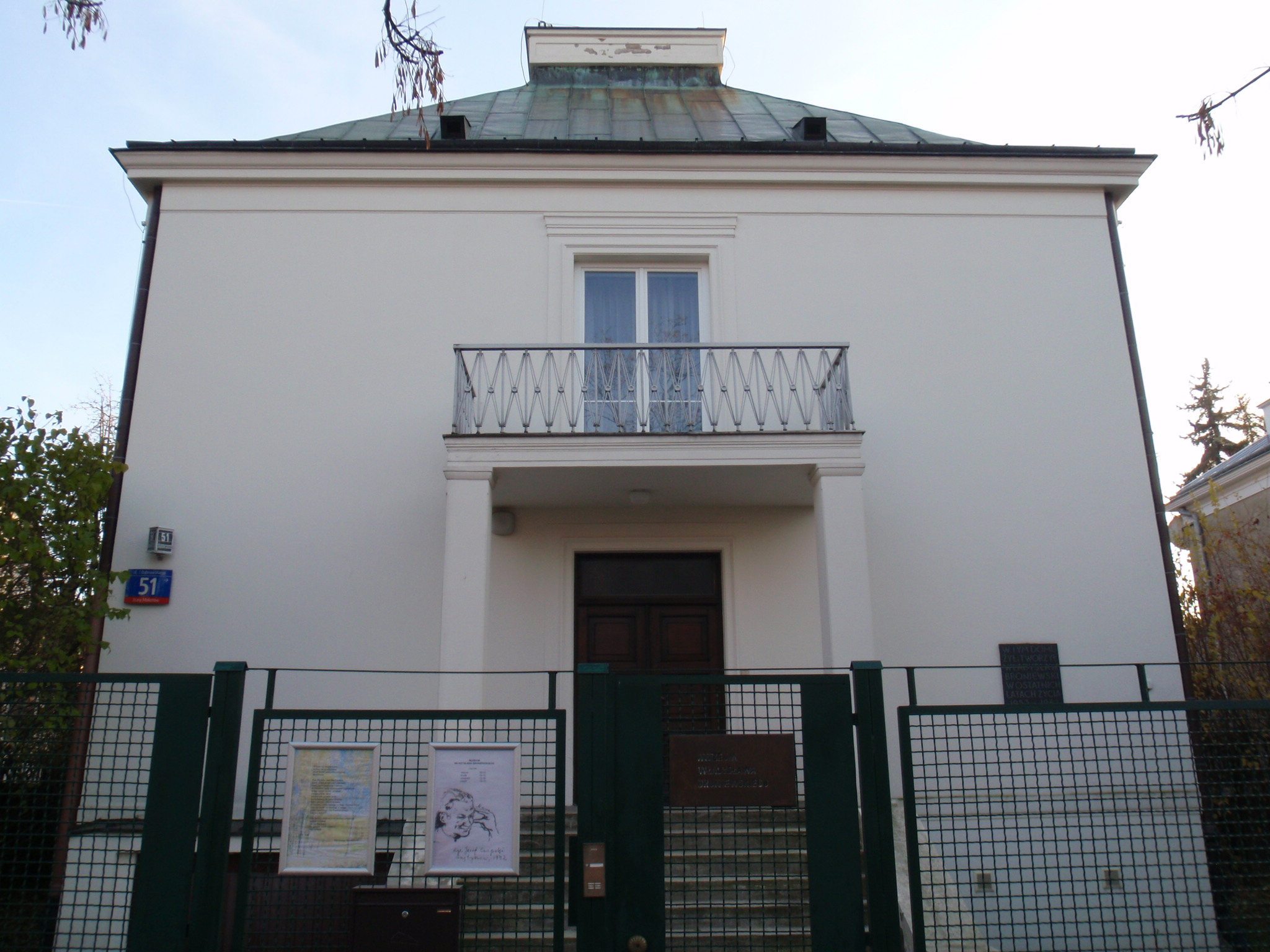
Muzeul lui Władysław Broniewski din Varșovia

Władysław Kazimierz Broniewski pseudonim „Orlik” (n. 17 decembrie 1897, Płock, Imperiul Rus – d. 10 februarie 1962, Varșovia, Polonia) a fost un poet polonez, reprezentant de lirică revoluționară, traducător, soldat, a participat în războiul polono-sovietic.

### Biografie
Władysław Broniewski provenea dintr-o familie a intelectualilor cu rădăciniile boierești și tradiție patriotică vie. A fost fiu al lui Antoni și Zofia Lubowidzka, a avut două surori mai mari – Zofia și Janina.
A învățat la Liceul Polonez din Płock, unde a fost cofondator al echipei de cercetași semisecrete care cultiva tradiții de Constituția de la 3 mai 1791 și insurecția poloneză din ianuarie. De asemenea, a coorganizat un detașament al Asociației Carabinierilor.
S-a considerat socialist. Aprecia independența personală. În 1915, la varstă de 17 ani, s-a încadrat în Legiunile Poloneze și a ales pseudonimul „Orlik”. A luptat în Regiment al Infanteriei Legiunilor. A participat în bătălie la Jastkowo lângă Lublin, unde regimentul lui a avut pierderi foarte mari. În iulie 1917, după criza de jurământ, a fost internat în Szczypiorno. După eliberarea din lagăr, a dat examen de bacalaureat și apoi a început studiile la Universitatea din Varșovia. Totodată a fost activ în conspirație în Organizația Militară Poloneză.
În rândurile  Regimentului Infanteriei Legiunilor, în calitate de sublocotenent, a participat la războiul polono-sovietic. A luptat, printre altele, în bătălia de la Białystok. Pentru meritele lui de război a primit Crucea de Aur a Ordinului Militar Virtuti Militari și de patru ori Crucea de Vitejie. În 1918 a participat la marș la cantonamentul lui Piłsudski. În 1922 a fost verificat în grad de căpitan. În caz de război a avut sa fie mobilizat la  Regiment al Infanteriei al Legiunilor din Vilnius.
După recâștigarea independenței a fost nemulțumit de reformele introduse în Polonia postbelică și devenea din ce în ce mai radical. În consecință, după asasinarea lui Gabriel Narutowicz s-a apropiat de Partidul Comunist Muncitoresc al Poloniei. A fost secretar al revistei Nowa Kultura (Cultura Nouă). A colaborat cu revista Kultura Robotnicza (Cultura Muncitorească), organul legal al Partidului Comunist Muncitoresc al Poloniei7. Scria pentru revista lunară Dźwignia (Pârghia) și a fost membru al redacției Miesięcznik Literacki (Revista Lunară Literară).
În 1930 a fost închis scurt timp împreună cu Jan Hempel și Aleksander Wat în Varșovia. Au primit ajutor de la Bolesław Wieniawa-Długoszowski, adjutantul mareșalului Piłsudski, atunci comandantul  Divziei de cavalerie și șeful garnizoanei Varșovia. Acolo Broniewski a scris poemul Rozmowa z Janem (Conversația cu Jan).
În 1939, în fața pericolului de ofensiva germană, Broniewski a publicat faimosul poem Bagnet na broń (Baionetă pe armă). În septembrie 1939 s-a încadrat în armată în calitate de voluntar. A plecat din Varșovia prin Lublin și Lviv în Tarnopol. Pe 12 septembrie a fost înscris la Centrul Suplimentar al  Diviziei de Infanterie din Zbaraż. Înainte să aiba ocazia să lupte, a avut loc atacul sovietic împotriva Poloniei.
Broniewski a fost martor al intrării a Armatei Roșie în Liov în septembrie 1939. Nu a putut accepta aceasta intervenție a Uniunii Sovietice, ce era exprimată de mai multe ori în operele lui scrise după septembrie 1941.
În decembrie, Broniewski a adus-o la Liov pe Maria Zarębińska, cu care rămăsese în relație informală. Pe terenuri ocupate de Uniunea Sovietică s-au aflat și prima soția sa, Janina Broniewska și fiica lor Joanna („Anka”, n. 24 noiembrie 1929).
Între timp, soveții au început acțiunea de obținere a sprijinului din partea intelectualilor polonezi. Mulți scriitori cu păreri de stânga (Jerzy Borejsza, Wiktor Grosz, Mieczysław Jastrun, Jan Kott, Stanisław Jerzy Lec, Leon Pasternak, Tadeusz Peiper, Julian Przyboś, Jerzy Putrament, Julian Stryjkowski,Lucjan Szenwald, Aleksander Wat, Adam Ważyk, precum și  Tadeusz Boy-Żeleński), așteptând războiul germano-sovietic și temându-se de represiuni polițiste au început, sub influența lui Wanda Wasilewska, să colaboreze strâmt cu autoritățile sovietice. Pe 19 noiembrie 1939, Broniewski a semnat declarația scriitorilor polonezi privind aprobarea aderării a Ucrainei de Est la Ucraina Sovietică. Autoritățile sovietice au început publicarea revistei în limba poloneză – Czerwony Sztandar (Steagul Roșu) – de asemenea apăreau acolo (până la arestarea poetului din ianuarie 1940) poeziile lui Broniewski dinainte de război. Broniewski nu s-a identificat cu linie politică a acestei reviste, totuși a incercat s-o folosească pentru a reaminti „problema poloneză” care a fost absenta în politica sovietică. Broniewski a crezut că, aflându-se pe teritoriile ocupate de Sovietici va avea posibilitate de a publica poeziile sale fără obstacole. Însă cenzura sovietică a blocat publicarea operelor cu conținutul patriotic. Astfel nu a apărut faimosul poem Żołnierz polski (Soldatul polonez), pentru că toate publicațiile în presa din Lvov trebuia aprobate de cenzor.
Pe 24 ianuarie 1940, Władysław Broniewski, Aleksander Wat și alți scriitori au fost arestați de NKVD în restaurantul Ognisko Inteligencji (Vatra intelectualilor) din Lvov ca rezultat al provocării organizate de NKVD. Pe 27 ianuarie, 3 zile după arestare, în Czerwony Sztandar a apărut text pregătit de NKVD și semnat de Witold Kolski cu titlul Zgnieść gadzinę nacjonalistyczną (A zdrobi reptila naționalistă), în care autorul i-a calomniat în stilul stalinist pe scriitori și a explicat arestarea lor cu motive criminale. Arestații au fost transportați la centru de detenție din Zamarstynów. După relațiile coarestaților a refuzat colaborarea cu NKVD.
După patru luni, în mai 1940, Broniewski a fost trimis la centrul de detenție NKVD din Lubianka, unde a fost ținut treisprezece luni. După izbucnirea războiului germano-sovietic, a fost transportat în Saratov, iar apoi în Almatî, unde a fost eliberat ca rezultat al amnistiei care a fost introdusă după semnarea acordului Sikorski-Majski din 7 aprilie 1941.
Broniewski s-a încadrat în armata poloneză formată în Uniunea Sovietică sub comanda generalului Władysław Anders. A lucrat la ambasada Poloniei din Kuibîșev. În 1942, împreună cu trupele poloneze, s-a evacuat în Iran și apoi cu Al doilea Corp Polonez a ajuns prin Irac la Palestina. S-a întors în Polonia după ezitări, în 1945.
În perioada postbelica, la început crea poezie politic-propagandistă, apoi opere reflexive pline de motive personale. În vremurile staliniste a fost poet profund implicat în construirea realității noi, ceea ce a fost foarte des interpretat ca atitudine clar procomunistă. A refuzat însă scrierea cuvintelor pentru imnul nou al Poloniei, propunerea pe care a primit-o de la Bolesław Bierut. În 1949 Bolesław Bierut l-a decorat cu Oridnul Steagului Muncii, clasa I. În 1950, cu ocazia Sărbătorii Naționale a Renașterii Poloniei a primit Premiul de Stat de grad I. În 1951 a primit Premiul de Stat de gradul III. În 1955 a primit Premiul de Stat de gradul I.
Pe 1 septembrie 1954, ca rezultat al otrăvirii cu gaz, a murit fiica lui Władysław Broniewski, Joanna (Anka). Moartea lui l-a marcat profund. Atunci a scris o serie de poezii care este comparat cu Treniile lui Jan Kochanowski.
Poetul a murit la cancer de laringe pe 10 februarie 1962 în Varșovia.

## Ordine și decorații
- Crucea de Aur a Ordinului Virtuti Militari
- Cruce cu Stea a Comandantului a Ordinului Polonia Restituta
- Ordinul Constructorilor Poloniei Populare (1955)
- Ordinul Steagului Muncii, clasa I (1949)
- Crucea Vitejilor – patru ori

## Opera
- 1925: Trei salve ("Trzy salwy");
- 1925: Mori de vânt ("Wiatraki");
- 1927: Neguri deasupra orașului ("Dymy nad miastem");
- 1938: Supremul strigăt ("Krzyk ostateczny");
- 1943: Baioneta la armă ("Bagnet na broń");
- 1951: Speranța ("Nadzieja");
- 1956: Anka ("Anka").

În 1925, împreună cu Stanisław Stand și Witold Wandurski a publicat Trzy salwy (Trei salve) – primul manifest al poeților proletari. Poezia lui a fost legată foarte mult cu biografia lui și experiențele, precum și cu experiențele națiuni poloneze și ale activiștilor ai mișcării muncitorești, a avut accente clare revoluționare și patriotice. În poemele lui Broniewski se poate găsi exaltare și noblețe lângă discurs colocvial. De asemenea se simte înfluența romantismului polonez combinat cu noutatea. În operele lui este prezentă și lirică militară.
Opere poetice